# Goodies (canção)
"Goodies" é uma canção gravada pela cantora de R&B Ciara com a participação do rapper Petey Pablo para o álbum de estréia de Ciara, Goodies (2004), foi escrito por Ciara, Sean Garrett, LaMarquis Jefferson, Craig Love e Lil Jon.
"Goodies" foi lançado como o primeiro single do álbum de estreia de Ciara e foi muito bem-sucedido. Tornou-se o primeiro single de Ciara a ficar na primeira posição da Billboard Hot 100, permanecendo nessa mesma posição por sete semanas consecutivas.

## Desempenho nas paradas
| Top (2004 - 2005)                                     | Melhor posição |
| ----------------------------------------------------- | -------------- |
| Alemanha - Parada de Singles                          | 10             |
| Austrália - ARIA                                      | 19             |
| Áustria - Parada de Singles                           | 35             |
| França - Parada de Singles                            | 29             |
| Países Baixos - Parada de Singles                     | 35             |
| Nova Zelândia - Parada de Singles                     | 10             |
| Estados Unidos - Billboard Hot 100                    | 1              |
| Estados Unidos - Billboard Top Canções de Hip-Hop/R&B | 1              |
| United World Chart                                    | 6              |

## Formatos e faixas
1. 1 2  Roberts, David (2006). British Hit Singles & Albums 19th ed. London: Guinness World Records Limited. p. 708. ISBN 1-904994-10-5